# 交易所桥

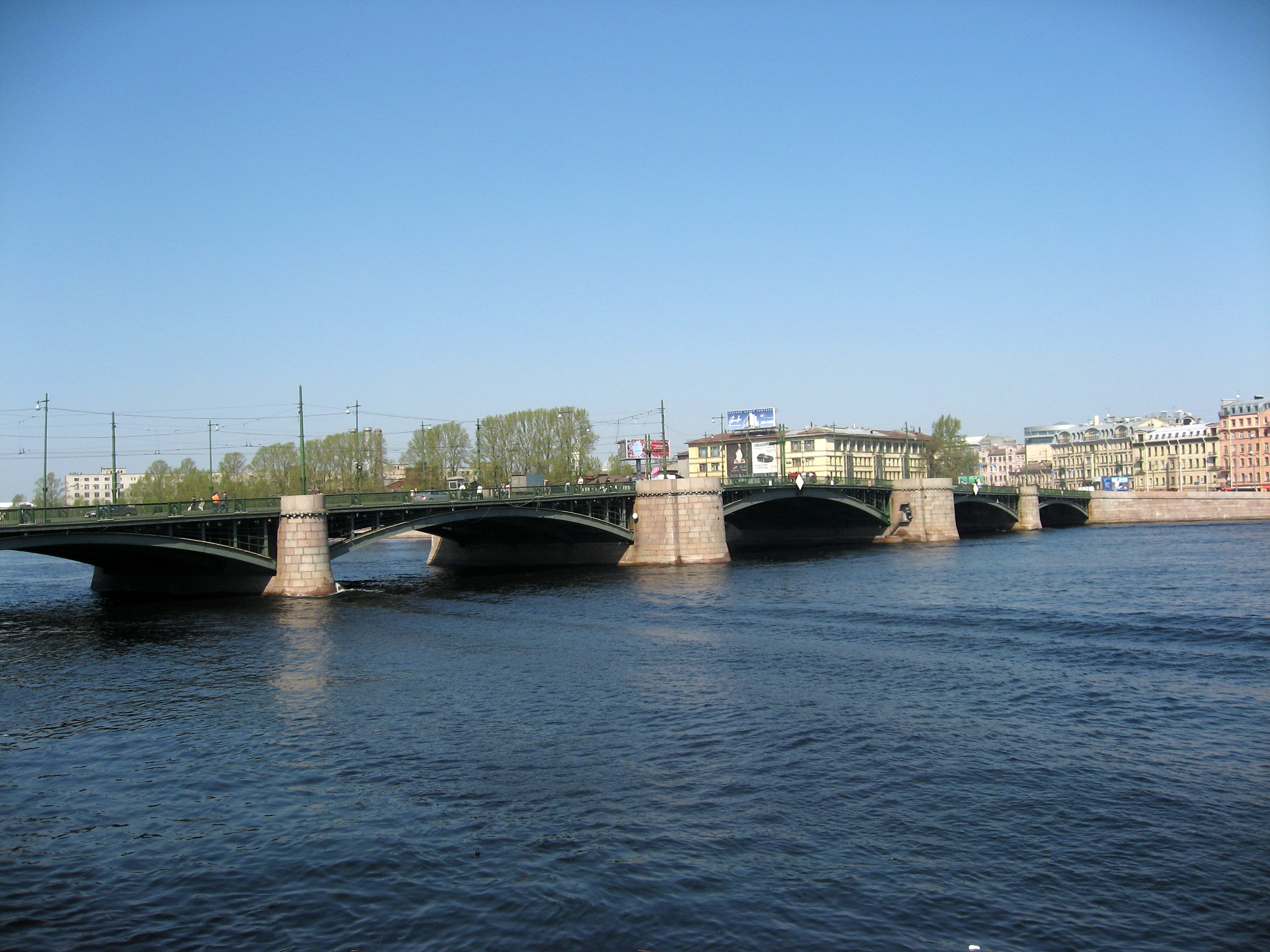
交易所桥

交易所桥（羅馬化：Birzhevoy most）是俄罗斯圣彼得堡小涅瓦河最上游的一座桥，长239米，宽27米，连结瓦西里岛和彼得格勒岛。它得名于瓦西里岛东端岬角著名的老证券交易所大楼。
1922年到1989年，此桥曾名為「建设者桥」。